# Stazione di Aidussina
La stazione di Aidussina (in sloveno Ajdovščina) è una stazione ferroviaria capolinea della linea Gorizia-Aidussina; serve l'omonimo centro abitato.

## Storia
La stazione fu attivata nel 1902, all'apertura dell'intera linea. Oggi è attiva solo per il traffico merci, in gran parte legname della Selva di Tarnova. Fino al 2013 era ancora servita da due coppie di treni viaggiatori da e per Nova Gorica.
Dopo la prima guerra mondiale, con l'annessione della zona al Regno d'Italia, la stazione passò alle Ferrovie dello Stato italiane, assumendo il nome di Aidussina.
Dopo la seconda guerra mondiale la stazione passò alla rete jugoslava (JŽ), venendo ribattezzata Ajdovščina, analogamente al centro abitato. Dal 1947 i treni non raggiungono più Gorizia.
Dal 1991 appartiene alla rete slovena (Slovenske železnice).